# Sumiton (Alabama)
Sumiton é uma cidade localizada no estado americano do Alabama, no Condado de Jefferson e Condado de Walker.

## Demografia
Segundo o censo americano de 2000, a sua população era de 2665 habitantes.
Em 2006, foi estimada uma população de 2588, um decréscimo de 77 (-2.9%).

## Geografia
De acordo com o United States Census Bureau tem uma área de 13,7 km², sem área coberta por água.

## Localidades na vizinhança
O diagrama seguinte representa as localidades num raio de 16 km ao redor de Sumiton.